# 애니 (1982년 영화)
《애니》(영어: Annie)는 1982년에 개봉한 미국의 뮤지컬 코미디 드라마 영화로, 찰스 스트라우스, 마틴 차닌, 토머스 미언의 동명 브로드웨이 뮤지컬을 개작하였다. 또한 뮤지컬은 해럴드 그레이가 1924년부터 연재를 시작한 코믹 스트립 Little Orphan Annie(→어린 고아 애니)가 원작이다. 이 영화는 존 휴스턴이 감독을 맡고, 캐럴 소비에스키가 대본을 담당했으며, 앨버트 피니, 캐럴 버넷, 앤 라인킹, 팀 커리, 버너뎃 피터스, 제프리 홀더, 에드워드 허먼 등의 스타가 출연하였고, 에일린 퀸이 애니 역을 맡아 데뷔하였다. 시대 배경은 대공황 시기로, 미국에서 가장 부유한 억만장자 올리버 워벅스에게 초대를 받은 뉴욕시 고아 앤 이야기를 그린다. 촬영은 뉴저지주 몬머스 대학교에서 6주간 이뤄졌다.

## 줄거리
때는 대공황으로 고통받고 있는 1933년. 도시 실업자가 넘치고 모두가 희망을 잃어가고 있던 시기이다. 뉴욕시 허드슨가 고아원에는 애니라는 이름을 가진 빨간 머리 11살 소녀가 살고 있다. 같은 고아원 소녀들과 함께 고아원 원장 미스 해니건의 학대 속에 괴로운 나날을 보내고 있지만 내일은 좋아지고 반드시 부모가 데리러 올 것이라고 믿고 건강하게 지낸다. 자기보다 작은 여자가 울고 있으면 옆에 가서 노래를 불러줄 줄 아는 어른스런 심성을 가지고 있다.
그런 삶을 이어가던 어느 날 억만장자 올리버 워벅스의 비서 그레이스에게 선택받아 저택에 초대된다. 대중 이미지 제고 문제로 언론 선전을 위해 고아를 초청한 워벅스였지만, 애니와 함께 살면서 가족의 존재가 결여된 것을 자각하게 된다. 그는 진지하게 애니에게 양녀가 되어 달라고 건의하지만, 애니는 본 적이 없는 부모를 기다리고 있다며 거절한다.
워벅스는 낙심하지만 애니의 기특한 마음을 받아 들여 애니를 위해 부모 찾기를 시작한다. 애니의 부모를 찾아준 사람에게 보상금을 지불할 것을 공표하자 해니건 원장의 동생 사기꾼 루스터와 여자 친구 릴리가 돈벌이를 위해 그 선의를 이용하려고 하는데...

## 출연
- 에일린 퀸 - 애니 베넷 워벅스 역, 고아인 주인공이다.
- 앨버트 피니 - 올리버 "대디" 워벅스 역, 억만장자 사업가로 이후 애니의 양아버지가 된다.
- 캐럴 버넷 - 애거사 "애기" 해니건 양 역, 잔인하고 헤픈 술주정꾼이며 고아원을 운영하는 원장이다.
- 앤 라인킹 - 그레이스 패럴 역, 워벅스의 개인 비서로 워벅스의 연인이 된다.
- 팀 커리 - 대니얼 프랜시스 "루스터" 해니건 역, 해니건 양의 사기꾼 남동생이다.
- 버너뎃 피터스 - 릴리 세인트 레지스 역, 루스터의 여자 친구이다.
- 에드워드 허먼 - 프랭클린 D. 루즈벨트 역, 당시 미국의 대통령이다.
- 제프리 홀더 - 펀자브 역, 워벅스의 개인 경호원이다.
- 로저 미나미[4][5] - 애스프 역, 워벅스의 개인 운전사이자 경호원이다.
- 토니 앤 지손디 - 몰리 역, 고아원 막내로 종종 악몽을 꾼다.
- 로잰 소런티노 - 페퍼 역, 고아원 대장이다.
- 피터 마셜 - 버트 힐리 역, 라디오 프로그램 진행자이다.
- 래리 행킨  - 들개 포획인 역
- 켄 스워퍼드 - 위즐 역, 애니가 도망쳤을 때 뒤를 쫓은 경찰관이다.
- 콜린 젱크 - 세실 역, 워벅스의 하녀들 중 하나이다.
- 패멀라 블레어 - 애넷 역, 워벅스의 하녀들 중 하나이다.
- 루 레너드 - 퓨 부인 역, 워벅스의 하녀이자 요리사이다.
- 마티카, 어맨다 피터슨, 쇼니 스미스 - 고아/백업 댄서 역

## 사운드트랙
애니(Annie)의 사운드트랙은 1982년 영화와 같은 이름을 가지고 있으며, 모든 가사는 마틴 차닌이 작사를 했으며, 모든 곡은 찰스 스트라우스에 의해 작곡되었다. 대한민국에 가장 널리 알려진 것은 “Tomorrow"이며, 그 외에 다음과 같은 곡들이 있다.
전체 작사: 찰스 스트라우스. 전체 작곡: 마틴 차닌
| #            | 제목                                           | 가수                      | 재생 시간 |
| ------------ | ---------------------------------------------- | ------------------------- | --------- |
| 1.           | 〈Tomorrow〉                                   | 에일린 퀸, 고아들         | 1:37      |
| 2.           | 〈Maybe〉                                      | 에이린 퀸                 | 2:00      |
| 3.           | 〈It's the Hard Knock Life〉                   | 에일린 퀸, 토니 앤 지손디 | 3:42      |
| 4.           | 〈You're Never Fully Dressed Without a Smile〉 | 피터 마셜, 고아들         | 3:01      |
| 총 재생 시간 | 총 재생 시간                                   | 총 재생 시간              | 41:32     |

## 수상
제55회 아카데미상 시상식에서 미술상, 음악상에 후보 지명되었고, 제3회 골든 라즈베리상 시상식에서 최저 작품, 조연 여배우, 감독, 각본, 신인상에 후보 지명되어 여우조연상을 수상했다.